# Египетски лешояд
Египетският лешояд (Neophron percnopterus) е дневна граблива птица, срещаща се и в България. Малобройните представители на египетския лешояд, заедно с тези на останалите два вида лешояди в нашата природа, осигуряват стабилност на нашите екосистеми, а това от своя страна дава възможност човекът да получава необходимите му екосистемни услуги. Познати още като „санитарите“ на природата, лешоядите предотвратяват натрупването на токсини и премахват потенциалните резервоари на болести. Чрез своята подвижност разпределят хранителните вещества в различни местообитания и хранителната мрежа не губи трофични нива, и съответно няма загуба на енергия. По този начин лешоядите внасят баланс в екосистемите.
В миналото египетският лешояд е бил широко разпространен на територията на България, дори се е срещал по тепетата в Пловдив, но днес той е световно застрашен вид и е една от най-бързо изчезващите птици на планетата.

## Описание
Дължината на тялото е 60 – 70 (до 85) cm, а размахът на крилете – 150 – 170 cm. Теглото му достига 1,6 – 2,5 kg. Няма изразен полов диморфизъм. Оперението му е в светли кремави тонове, като краищата на крилете и всички махови пера са тъмни. Главата е с оголени участъци около човката в жълт цвят. Младите птици до навършване на 5-годишна възраст са тъмно оцветени. Полетът е предимно планиращ.

## Разпространение и биотоп
Разпространен е в Европа (включително България), Африка и Азия. Обитава степи, полупустини, пустини, скалисти райони (подходящи за гнездата му) и всякакъв тип равнини. Понякога в близост до сметища. Такъв е и случаят с последното (от 22.07.2000 г.) съобщение за вида от Странджа В България обитава Източни Родопи, като това е най-предпочитаното място от вида, също така се среща и в Русенски Лом, Провадийско-Роякското плато и Източна Стара планина. В България обитава отворени хълмисти и нископланински територии. Гнезди на скали и скални ниши.

## Начин на живот и хранене
Лешоядите са санитарите на природата и египетският лешояд не прави изключение. Храни се предимно с мърша, но понякога улавя дребни гръбначни и безгръбначни като жаби, охлюви и всякакъв вид яйца. Яде също костенурки и яйца от едри птици като щрауса. Срещан е и по сметища в търсене на храна от органични отпадъци. Ловните му територии най-често са слабо урбанизирани места, долини и обширни ливади.
По земята ходи много уверено, подобно на кокошоподобните.

## Размножаване
Египетският лешояд е моногамна птица. Достига полова зрялост на 5-годишна възраст. Гнезди по непристъпни скали, в пещери или поне под навес или корниз. Гнездото строят и двете птици. В него се намират кости от дребни животни, черупки на костенурки и др. Пренася строителните материали за гнездото с човка, за разлика от другите грабливи птици, които носят с крака. Снася по две яйца, напръскани с тъмнокафяви петна, с тегло от 94 g и размери – 65х55 mm. Снася двете яйца с интервал от няколко дни, обикновено от края на март до началото на май. Мътят и двамата родители на смени в продължение на 40 – 42 дни. Малките напускат гнездото на около 70 – 96 дневна възраст. Отглежда едно люпило годишно.

## Допълнителни сведения
Видът е избран за емблема на учреденото през 1988 г. Българско дружество за защита на птиците.
Египетският лешояд е едно от няколкото животни, използващи инструменти, което е признак за високата му интелигентност. Когато открие яйце от щраус, той хваща с човката си камък и го засилва рязко, пускайки го върху черупката на яйцето. Това е възможно физически, защото за разлика от повечето видове лешояди има къс и здрав врат.
На територията на България е наблюдавано второто за Европа успешно размножаване в дивата природа на лешояд, излюпен на затворено. Наблюдението е направено в Източните Родопи.

## Природозащитен статут
- Червен списък на застрашените видове (IUCN Red list) – Застрашен (Endangered EN)[7]
- Червена книга на България[1]
- Закон за биологичното разнообразие – приложение №2 и №3
- Конвенция за опазване на мигриращите видове диви животни (Бонска конвенция) – приложение №1
- Конвенция за опазване на дивата европейска флора и фауна, и природните местообитания (Бернска конвенция) – приложение №2
- Директива 2009/147/ЕО на Европейския парламент и на Съвета относно опазването на дивите птици – приложение №1
- Конвенция за международна търговия със застрашени видове от дивата фауна и флора (CITES) – приложение №2

Към 2015 на територията на България има между 20 и 25 гнездящи двойки, предимно по долината на река Арда, както и в Източна Стара планина.

## Галерия
- Бяло оперение на възрастна птица в плен, Мадрид, Испания
- N. p. ginginianus в полет, Индия
- N. p. percnopterus в полет, Израел
- N. p. ginginianus в полет
- Препарирано яйце
- Пиле на 18 дни, Франция
- Свещени лешояди, 1906, Индия
- Възрастен египетски лешояд в полет в защитена зона Маджарово, Източни Родопи, България.